# 東京ヘレン・ケラー協会
社会福祉法人東京ヘレン・ケラー協会は、社会事業家ヘレン・ケラーの2度目の来日を記念して設立され、視覚障害者支援事業をおこなっている社会福祉法人である。

## 沿革
1948年8月のヘレン・ケラーの2度目の来日を記念し、1950年4月1日、財団法人東日本ヘレン・ケラー財団発足。同年、ヘレン・ケラー学院設立。社会福祉事業法施行に伴い、1952年5月17日、現在の名称に組織変更。2000年11月、創立50周年記念誌を刊行、記念式典を挙行した。

## ヘレンケラー・サリバン賞
東京ヘレン・ケラー協会が1993年に創設。福祉・教育・文化・スポーツなど各分野において視覚障害者を支援している晴眼者を対象とする。

### 歴代受賞者
- 小島純郎（全国盲ろう者協会理事長、千葉大学文学部教授）
- 下薗彦二（元教師、退職後に大学受験参考書の点訳・配布）
- 實本博次（元厚生省社会局更生課長、日本盲人福祉委員会理事長）
- 河村宏（東京大学総合図書館職員）
- ラクシュミリ・ナラヤン・プラサド博士（眼科医、ネパール王国王室侍医）
- 根岸幸子（朗読ボランティア）
- 遠藤貞男（元日本銀行職員、視覚障害者の観劇会主催）
- 斯波千秋（授産所ウイズ設立、盲人用具の研究・開発・製造）
- 松本克彦（元日本点字図書館用具部長、「六つ星山の会」で視覚障害者の登山サポート）
- 塩屋賢一（盲導犬の育成、東京盲導犬協会創設）
- 星川安之（共用品推進機構設立、タカラトミー社員）
- 「視覚障害者のみなさんへ」（NHKラジオ第2放送）
- 和波その子（アカンパニー・グループ代表、全盲のヴァイオリニスト和波孝禧の母）
- グレース・チャン（香港盲人輔導会（中国語版）行政総裁）
- 李勝彦（天津市視覚障害者日本語訓練学校校長）
- 大島幸夫（東京夢舞いマラソン実行委員会理事長、視覚障害ランナー伴走）
- 藤野稔寛（徳島県立城東高等学校教諭、点図製作ソフト「エーデル」開発）
- 岩橋明子（日本ライトハウス会長、2代目理事長岩橋英行の妻）
- 酒井久江（全盲老連常務理事・事務局長）
- 伏島洲一郎（朗読の会・小笹会代表）
- 當山啓（日本点字委員会事務局長）
- 渡辺文治（アイダス協会理事）
- 譜久島和美（日本盲人福祉委員会事務局員）
- 平塚千穂子（バリアフリー映画鑑賞推進団体シティ・ライツ代表）
- 岩野英夫（点訳・音声訳集団一歩の会理事長）
- 聖明福祉協会・盲大学生奨学金事業